# Ereditarietà (racconto)
Ereditarietà (Heredity) è un racconto di fantascienza di Isaac Asimov pubblicato per la prima volta nel 1941 sul numero di aprile della rivista Astonishing Stories.
Successivamente è stato incluso nell'antologia Asimov Story (The Early Asimov) del 1972.
È stato pubblicato varie volte in italiano a partire dal 1973.

## Trama
Allen e George Carter, due gemelli identici, sono stati separati alla nascita nell'ambito di uno studio sui gemelli per studiare la questione dei caratteri ereditari opposti alle influenze ambientali. Allen viene allevato sulla Terra in una società molto sviluppata, mentre George cresce nella società provinciale e di frontiera di Ganimede. Il giorno del loro venticinquesimo compleanno i due vengono presentati e viene affidato loro il compito di condurre la fattoria di famiglia su Marte, in cui dovranno lavorare insieme sulle faccende di ogni giorno e su eventi inusuali. Dopo un approccio non positivo tra i due fratelli, costretti a cooperare e a utilizzare una tecnologia primitiva per sopravvivere a una grossa tempesta di polvere, nasce una profonda amicizia.